# 李美慧
李美慧（英語：Vivi Lee Mei Wai，1987年3月26日—），原名李斯庭，出生於中華人民共和國廣東省惠州市的香港女演員、主持及歌手，曾為香港電視網絡艺人，曾为無綫電視基本藝人合約藝員。

## 简介
李美慧為在單親家庭長大的獨生女，曾定居北京，2003年畢業於北京舞蹈學院民族舞本科，曾以“韦薇”身份参选凤凰卫视《中华小姐环球大赛》，是入围佳丽中年龄最小的，并在准决赛上荣获“最佳才艺小姐”奖。2006年，她再透過《香港小姐競選》入行，但最终落选，後入读無綫電視第21期藝員訓練班。出道以來，她只擔演跑龍套、節目主持或助手，較為人認識的包括《一擲千金》、《少年四大名捕》及《Click入黄金屋》等。2011年，她曾推出過一張單曲唱片《心事》，2012年選擇离开無綫電視而加入香港電視網絡，三年後又離開，2016年便重返無綫電視，首部劇集是《爱·回家之开心速递》。
2018年5月，李美慧因演出无线合拍剧《宫心计2深宫计》裡「秦槐（秦家令）」一角而受到觀眾注目；近年成為無綫電視製作部戲劇合拍總監梅小青的常用演員，曾參與作品如《法證先鋒II》、《Click入黄金屋》、《宮心計》、《公主嫁到》、《法證先鋒III》、《卫子夫》、《宫心计2深宫计》等。

## 感情生活
李美慧定居北京時曾與一名男子交往，卻因多次被他騙財而分手。2018年5月初，她和曾文豪拍拖半年即註冊結婚，亦被指已懷孕4個月，同年4月跟丈夫及继女到不丹及喜馬拉雅山拍攝結婚照。兩人其後於6月3日在浅水湾浅水湾道 The Verandah 餐馆举行婚礼；10月23日透過社交網站宣佈誕下一女。

## 演出作品

### 電視劇（無綫電視）
| 首播   | 劇名               | 角色                     |
| 2008年 | 野蠻奶奶大戰戈師奶 | ELVA 公司编辑部职员      |
| 2008年 | 和味濃情           | 鍾正前女友               |
| 2008年 | 法證先鋒II         | 少 女（第26集）          |
| 2008年 | 當狗愛上貓         | 考核员（第19集）         |
| 2008年 | 少年四大名捕       | 鐵游冬                   |
| 2008年 | 東山飄雨西關晴     | 詠 梅                    |
| 2008年 | Click入黃金屋      | 唐琪琪                   |
| 2009年 | 古灵精探B          | 沈 丹（丹丹）            |
| 2009年 | ID精英             | 警 員                    |
| 2009年 | 老婆大人II         | Ben 助手                 |
| 2009年 | 王老虎搶親         | 菩提寺信女（第8集）      |
| 2009年 | 宮心計             | 琴 娘                    |
| 2010年 | 老友狗狗           | “海馬酒吧”拳手           |
| 2010年 | 老公萬歲           | Miki（第1集）            |
| 2010年 | 掌上明珠           | 鍾正龍太太（第3集）      |
| 2010年 | 蒲松齡             | 林愛琳（第4集）          |
| 2010年 | 女人最痛           | 模特兒                   |
| 2010年 | 天天天晴           | 鋼管舞學員（第38集）     |
| 2010年 | 公主嫁到           | 心 兒                    |
| 2010年 | 讀心神探           | 盧志輝妻子               |
| 2010年 | 刑警               | 酒樓知客（第2集）        |
| 2011年 | 仁心解碼           | 護 士                    |
| 2011年 | Only You 只有您    | 古惑女                   |
| 2011年 | 洪武三十二         | 錦衣衛婢女（第16、17集） |
| 2011年 | 潛行狙擊           | Fion（第4集）            |
| 2011年 | 法證先鋒III        | 朱巧兒                   |
| 2012年 | 盛世仁傑           | 妓 女（第2集）           |
| 2012年 | 拳王               | 何佩儀                   |
| 2012年 | 飛虎               | 中學學妹（第9集）        |
| 2017年 | 愛·回家之開心速遞  | Amy（第9集）             |
| 2017年 | 不懂撒嬌的女人     | Jenny                    |
| 2018年 | 宮心計2深宮計      | 秦 槐（秦家令）          |
| 2018年 | BB來了             | 婦科護士（第4集）        |
| 2019年 | 鐵探               | 王清妤（清姐）           |
| 2019年 | 包青天再起風雲     | 柳如嫣                   |
| 2020年 | 丫鬟大聯盟         | 可 蓮                    |

### 電視劇（邵氏兄弟）
| 首播   | 劇名     | 角色 |
| 2023年 | 廉政狙擊 |      |

### 电视剧（香港電視網絡）
| 首播   | 劇名           | 角色   |
| 2014年 | 來生不做香港人 | 林小冰 |
| 2015年 | 童話戀曲201314 | 董菲菲 |
| 2015年 | 開腦儆探       | 林子瑶 |

### 电视剧（內地）
| 首播   | 劇名     | 角色  |
| 2012年 | 跑馬場   |       |
| 2014年 | 走出国门 |       |
| 2014年 | 卫子夫   | 丽 姬 |
| 2016年 | 守婚     | 小 吳 |

### 電影
| 首映   | 電影名         | 角色     |
| 香港   |                |          |
| 2009年 | 家有囍事2009   | 工 人    |
| 2009年 | 家有囍事2009   | 客 人    |
| 2010年 | 72家租客       | 顧客鄰居 |
| 2013年 | 忠烈楊家將     | 楊大娘   |
| 2017年 | 荒岛尸变       |          |
| 內地   |                |          |
| 2012年 | 血红的蝴蝶     | 鳳 舞    |
| 2013年 | 老子出關       | 玄 名    |
| 2015年 | 侠僧探案傳奇   | 赵菱儿   |
| 2015年 | 白玉堂探案传奇 | 柳 燕    |
| 2016年 | 八卦拳之蓝凤凰 | 藍鳳凰   |
| 2016年 | 那美           |          |
| 2016年 | 最後的日子     |          |
| 2018年 | 左灘           | 美 欣    |

### 微電影
| 首映   | 電影名   | 角色 |
| 2013年 | For Hire |      |

### 电视节目
| 首播          | 節目名                      | 備註                       |
| 鳳凰衛視      |                             |                            |
| 2003年        | 中華小姐環球大賽            | 演出                       |
| 無綫電視      |                             |                            |
| 2006年        | 2006年度香港小姐竞选        | 參賽者                     |
| 2006 - 2008年 | 一擲千金                    | 演出（千金小姐）           |
| 2007年        | 愚樂I love U                | 演出                       |
| 2007年        | 超級愛美神                  | TVB8；主持                 |
| 2008年        | 娛樂金剛圈                  | TVB8；主持                 |
| 2008年        | 歡樂滿東華2008              | 演出「鑽石美人盼善款」環節 |
| 2008年        | 食到篤、問到篤              | 第1、2集嘉賓               |
| 2009年        | 娛樂最前線                  | TVB8；主持                 |
| 2009年        | 快樂門徒                    | TVB8；演出                 |
| 2009年        | 理想潮樓                    | TVB8；演出                 |
| 2010年        | 萬千星輝賀台慶2010          | 演出嘉賓                   |
| 2010年        | 全台藝員卡拉之星大唱遊      | 演出嘉賓                   |
| 2010年        | 愛情研究院                  | 第80集嘉賓                 |
| 2016年        | 万千星辉贺台庆2016          | 演出嘉賓                   |
| 2017年        | 香港可以這樣玩 鐵路篇       | 第12集嘉賓                 |
| 2017年        | TVB金禧晚宴暨2018节目巡礼   | 嘉賓                       |
| 2017年        | 万千星辉贺台庆2017          | 演出嘉賓                   |
| 2018年        | big big channel大公司周年慶 | 演出嘉賓                   |
| TVBS歡樂台    |                             |                            |
| 2011年        | 上班這党事                  | 12月21日嘉賓               |
| 深圳卫视      |                             |                            |
| 2013年        | 年代秀（第十一季）          | 4月12日嘉賓                |
| 四川卫视      |                             |                            |
| 2014年        | 让爱作主                    | 嘉賓                       |
| 安徽卫视      |                             |                            |
| 2014年        | 美丽俏佳人                  | 嘉賓                       |
| 黑龍江卫视    |                             |                            |
| 2014年        | 養生幸福家                  | 嘉賓                       |

### 曾參與演唱會
| 日期           | 演唱會名                                | 備註                            |
| 2010年8月10日  | 金曲娱乐真经典演唱会                    | 嘉賓 地點：红磡香港体育馆       |
| 2011年3月31日  | 郑少秋、汪明荃、喜多郎—新纪元2011演唱会 | 嘉賓 地點：红磡香港体育馆       |
| 2012年11月30日 | 大師經典顧嘉煇音樂會2012                | 嘉賓 地點：红磡香港体育馆       |
| 2013年3月9日   | 顧家煇大師經典演唱會2013 - 澳門站       | 嘉賓 地點：澳門威尼斯人金光廳   |
| 2013年4月6日   | 顧家煇大師經典演唱會2013 - 雲頂站       | 嘉賓 地點：馬來西亞雲頂雲星劇場 |

### 廣告 / 代言
| 年份   | 產品                             |
| 2017年 | 維他檸檬茶「VLT - 澀得起就係我」 |
| 2017年 | 盈富保管箱                       |

## 音樂作品

### 單曲
| 專輯 | 專輯名稱 | 專輯類型 | 發行公司                 | 發行日期  | 曲目                                                      |
| 1st  | 心事     | 單曲     | 新娛國際綜藝製作有限公司 | 2011年7月 | 心事 （改編自1981年娛樂唱片發行，由黃綺嘉演唱的同名歌曲） |

## 曾獲獎項與提名
| 年份   | 獎項                                                                                               | 結果 |
| 2003年 | 中华小姐环球大赛「最佳才艺小姐」                                                                   | 獲獎 |
| 2008年 | 第三届世界传统武术比赛「少林拳组别 - 银奖」                                                        | 獲獎 |
| 2008年 | 第三届世界传统武术比赛「刀术组别 - 铜奖」                                                          | 獲獎 |
| 2009年 | 第四届香港國際武術比賽「劈挂拳组别 - 金奖」                                                        | 獲獎 |
| 2009年 | 第四届香港國際武術比賽「劈挂拳组别 - 香港女子散打公开赛冠军 + 一级散手教练证书」                   | 獲獎 |
| 2013年 | 第十一届中国互联网经济论坛（i-China Forum 2013）暨“金i奖”颁奖盛典「中国互联网“金i奖”网络红人桂冠」 | 獲獎 |
| 2015年 | 美国民族电影節大獎「文化遗产大奖 ——《老子出关》」                                                  | 獲獎 |

## 外部連結
- 李美慧的新浪微博
- 李美慧的Facebook專頁
- 李美慧的Instagram帳戶
- 李美慧在香港影庫上的簡介